# Balàfia (barri)
Balàfia és un barri de la ciutat de Lleida. L'any 2008 tenia amb 13.151 habitants i és el barri més poblat de la ciutat.

## Territori, límits i accessos
El barri està situat a l'oest de la ciutat i queda limitat a l'est pel barri de Pardinyes, la zona de la partida de Moncada per l'oest pel sud per l'antic traçat de la línia del ferrocarril i pel nord pel barri del Secà de Sant Pere.
El barri compta amb molts bons accessos, ja que es pot arribar al mateix a través de la Plaça Europa, l'Av. Baró de Maials i la rambla del Corregidor Escofet i des de fora de la ciutat per la N-230, per la C-12.

## Equipaments i serveis
Balafia destaca per una urbanització molt moderna i compta amb àmplies zones enjardinades entre les quals destaquem la plaça de les Magnòlies que és la plaça més gran de Lleida, així com la Plaça Balafia i la Plaça Maria Rubies. Quant als equipament educatius compta amb una escola bressol municipal, dos col·legis i un tercer en construcció així com dos centres de secundària. Quant als edificis emblemàtics cal destacar la seu del Centre Civic de Balafia, el pavelló Barris Nord, així com la ciutat esportiva del FORÇA LLEIDA CLUB ESPORTIU.
A nivell sanitari disposa del C.A.P Balafia que proporciona un ampli ventall de serveis als veïns de balafia, així com als d'altres barris com el de Pardinyes i el Seca de Sant Pere.

### Transports
L'accés al Barri amb els Autobusos de Lleida es pot fer per la Línia 5 (Doctora Castells - Arnau de Vilanova), la Línia 7 (Costa Mangraners - Av. Sant Pere / Secà) i la Línia 8 (Balafia - Clot - Centre) i queden molt properes la Línia 2 (Ronda - Hospitals), la Línia 3 (Exterior - Hospitals), la Línia 11 (Centre Històric - Pardinyes), i la Línia 20 (Ronda), ja que paren a la Plaça Europa i la 11 al costat de Barris Nord.

## Activitats d'oci i esports
A l'extrem est de Balafia s'ubica el Pavelló Barris Nord del Força Lleida Club Esportiu, equip de bàsquet que jugava a la Lliga ACB. Va baixar de categoria en acabar la temporada 2004-2005, actualment disputa la lliga LEB Or.
Al seu límit nord hi trobem els camps de futbol del U.E. Balafia, el seu primer equip és actualment el segon de la ciutat donada la categoria en la qual milita després de la U.E.Lleida (Lleida esportiu).
També cal destacar que el Club Ciclista Terraferma té la seu al Centre Cívic.

## Futur
En molt poc temps el barri ha canviat la seva fesomia, duplicant a començament d'aquest segle la seva grandària. Properament el barri estrenarà el seu segon pavelló darrere del Barris Nord que donarà servei a l'esport amateur i escolar, així com a diferents clubs i entitats del barri.